# Jean-Yves Béziau

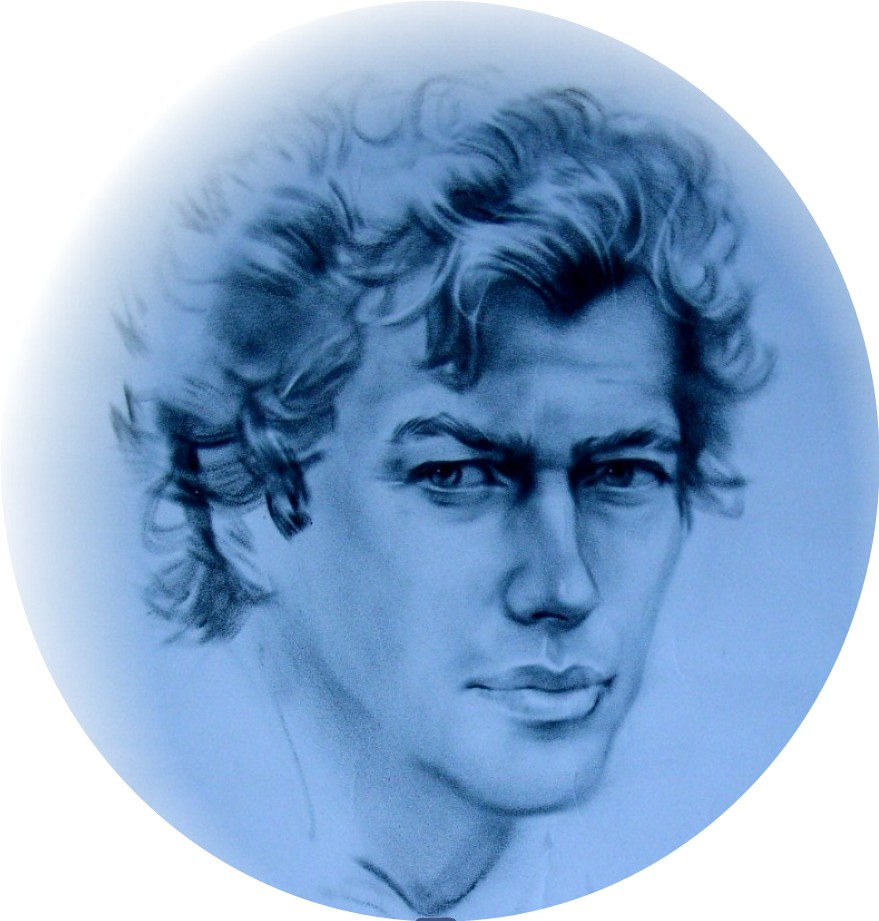
Jean-Yves Béziau

Jean-Yves Béziau (* 15. Januar 1965 in Orléans, Frankreich) ist Professor und Forscher des brasilianischen Forschungsrates CNPq an der Universidade Federal do Rio de Janeiro.
Béziau ist französischer und schweizerischer Doppelbürger. Als ehemaliger Student (und häufig als Mitarbeiter) von Newton da Costa, arbeitet er im Gebiet der Logik – besonders in parakonsistenter Logik und allgemeine Logik. Er wurde an der Universität von São Paulo in Philosophie und an der Universität von Paris in Logik und Grundlagen in Informatik promoviert. Béziau ist Chefeditor und Gründer der Zeitung Logica Universalis und der Buchreihe Studies in Universal Logic.

## Publikationen (Auswahl)
- Logica Universalis: Towards a General Theory of Logic (Hrsg.). Basel: Birkhäuser Verlag, 2005, Second Edition 2007. ISBN 3-7643-7259-1
- Handbook of Paraconsistency (mit Walter Carnielli und Dov Gabbay herausgegeben). London: King’s Colledge, 2007. ISBN 978-1-904987-73-4
- Semantic computation of truth based on associations already learned (mit Patrick Suppes), Journal of Applied Logic, 2 (2004), S. 457–467.
- What is paraconsistent logic? In: D. Batens et al. (Hrsg.): Frontiers of Paraconsistent Logic, Research Studies Press, Baldock, 2000, S. 95–111. ISBN 0-86380-253-2